# احسان عبد القدوس
احسان عبد القدوس (عربی: إحسان عبد القدوس) (زاده ۱۱ ژانویه ۱۹۱۹ – درگذشته: ۱۱ ژانویه ۱۹۹۲)، روزنامه‌نگار، داستان سرا و نویسنده معروف و فرزند محمد عبد القدوس هنرپیشه و مؤلف شهیر مصری است. او در سال ۱۹۴۲ از دانشکده حقوق دانشگاه قاهره فارغ‌التحصیل شد و در دفتر وکیل ادوارد قصیری مشغول بکار گردید.

## فعالیت مطبوعاتی
احسان عبد القدوس از سال ۱۹۷۴ تا ۱۹۶۶ رئیس مؤسسه مطبوعاتی اخبار الیوم و از مارس ۱۹۷۵ تا مارس ۱۹۷۶ رئیس شورای اداری مؤسسه مطبوعاتی الاهرام بود و تا هنگام وفاتش در ژانویه ۱۹۹۰ در روزنامه الاهرام به نویسندگی اشتغال داشت. اکثر رمان‌هایی که او نوشته موضوع فیلم‌های سینمایی شده‌است. پس از وفات او تلاش‌هایی بعمل آمد که آثار او را منحرف کنند ولی فرزندانش از این کار جلوگیری کردند.

## فعالیت ادبی
احسان عبد القدوس بیش ۶۰۰ قصه و رمان نوشته که ۷۳ عدد آن تبدیل به فیلمنامه سینمایی، سناریوی تئاتر، داستان‌های دنباله دار رادیویی و تلویزیونی شده و ۶۵ رمان نیز به انگلیسی، فرانسه و آلمانی ترجمه شده‌است. از احسان عبد القدوس بیش از ۴۰ داستان بجا مانده که برخی از آنها بشرح زیر است:
- دختر سلطان
- سازنده عشق
- خون و اشک و لبخند من
- بن‌بست
- من آزادم[۵][۴]

## جوایز
- مدال درجه یک لیاقت از جمال عبد الناصر
- مدال جمهوری از محمد حسنی مبارک
- جایزه اول به داستان خون و اشک و لبخند من در سال ۱۹۷۳
- جایزه بهترین داستان فیلم
- جایزه دولتی لیاقت در زمینه ادبی در سال۱۹۸۹[۴]

## وفات
احسان عبد القدوس ادیب و هنرمند سرشناس مصری سرانجام در ۱۱ ژانویه ۱۹۹۲ وفات یافت و در قاهره دفن شد.